# Tre Deckare löser Drullige dubbelgångarens gåta
Alfred Hitchcock och Tre Deckare löser Drullige dubbelgångarens gåta (originaltitel Alfred Hitchcock and the Three Investigators in The Mystery of the Deadly Double) är den tjugoåttonde (i Sverige dock tjugosjunde) delen i den fristående Tre deckare-serien. Boken är skriven av William Arden 1978 och utgiven på svenska 1980 av B. Wahlströms bokförlag med översättning av Jenny Berthelius.

## Handling
Jupiter Jones blir kidnappad. Han har en dubbelgångare och det är viktigt för de andra Deckarna att hitta denne.